# Arnaldo Catinari
Arnaldo Catinari (* 9. Januar 1964 in Bologna) ist ein italienischer Kameramann und Kurzfilm-Regisseur.

## Leben
Catinari studierte an der Universität Florenz Architektur und belegte ab 1983 Kurse für Kamera am Centro Sperimentale di Cinematografia bei Carlo Di Palma und Giuseppe Lanci. Ab 1985 arbeitete er intensiv als Kameramann für Kurzfilme, darunter auch viele erfolgreiche Werke der jüngsten Generation des 20. Jahrhunderts von Filmemachern. Seit Mitte der 1990er Jahre fotografierte er zahlreiche Spielfilme; seine Filmografie bis 2010 umfasst fast 70 Werke. Auch als Regisseur bevorzugte er Kurzfilme, bevor er 1992 mit Dall'altra parte del mondo seinen ersten und bislang einzigen abendfüllenden Film vorlegte.
Catinari war bereits fünf Mal für den David di Donatello, ebenso oft wie für den Nastro d’Argento nominiert, konnte aber bislang – im Gegensatz zu einem Nastro – keinen gewinnen. Mehrfach erhielt er Auszeichnungen bei Filmfestivals.

## Filmografie (Auswahl)
- 1992: Dall'altra parte del mondo (auch Regie und Drehbuch)
- 1998: So wie du ist keine (Come te nessuno mai)
- 1998: Spanische Fliege – Den Machos auf der Spur (Spanish fly)
- 2001: Licht meiner Augen (Luce dei miei occhi)
- 2004: Agata und der Sturm (Agata e la tempesta)
- 2004: Das Leben, das ich immer wollte (La vita che vorrei)
- 2006: Der Italiener (Il caimano)
- 2007: Reich und verdorben (Un gioco da ragazze)
- 2009: Il grande sogno
- 2010: Engel des Bösen – Die Geschichte eines Staatsfeindes (Vallanzasca: Gli angeli del male)
- 2011: Scialla! Eine Geschichte aus Rom (Scialla! Stai sereno)
- 2012: The Lookout – Tödlicher Hinterhalt (Le guetteur)
- 2015: Mia Madre
- 2015: Für immer eins (Io e lei)
- 2017: Suburra: Blood on Rome (Fernsehserie)
- 2017: Alles was Du willst (Tutto quelle che vuoi)
- 2020–2022: Mord in Genua – Ein Fall für Petra Delicato (Petra, Miniserie)